# Heřmanov (Ústí nad Labem)
Heřmanov è un comune della Repubblica Ceca facente parte del distretto di Děčín, nella regione di Ústí nad Labem.